# Emissions Digitals de Catalunya
Emissions Digitals de Catalunya (EDC o EDICA) va ser una societat anònima que en data 1 d'agost de 2003 va resultar adjudicatària del concurs de la Generalitat de Catalunya per a la concessió de l'explotació d'un canal múltiple de televisió digital terrestre amb cobertura nacional i emissió principalment en obert. L'empresa era propietat al 100% d'OC 2022 de Nicola Pedrazzoli fins a la seva dissolució al 2024.

## Accionariat
Al moment de la constitució, l'any 2003, l'accionariat estava compost pels següents socis:
- 62,5% Catalunya Comunicació, divisió audiovisual del Grupo Godó.
- 20,0% Beat About, societat limitada del Grup 100% Comunicació.
- 10,0% Difusió Digital Societat de Telecomunicacions (Tradia), societat anònima l'accionista de referència de la qual és Abertis Telecom.
- 05,0% Catalana de Televisió 2003, societat limitada participada pels empresaris Sol Daurella, Artur Carulla, Antoni Vila Casas, Carles Colomer i Maria Reig.
- 02,5% Orfeó Català.

Posteriorment, però, la societat Catalunya Comunicació va augmentar la seva presència a EDC, fins a arribar a controlar el 100% del capital l'any 2007. Entre l'any 2015 i 2016, l'empresa era propietat al 60% de Catalunya Comunicació i al 40% de Mediaset. L'any 2016, l'ampliació de capital de l'empresa va modificar aquesta proporció, Mediaset va passar a només el 30%. El 2017, Catalunya Comunicació va recomprar el 30% restant a l'empresa d'origen llombard.
L'any 2021 la totalitat de l'empresa fou adquirida per OC 2022 de Nicola Pedrazzoli. La societat és dissol per concurs de creedors el 4 de gener de 2024.

## Continguts
La societat adjudicatària estava compromesa a emetre 4 canals de televisió, tot i que no sempre els va arribar a emetre.
- 8tv (data de la primera emissió: 23 d'abril del 2001, sota el nom de citytv): Va ser un canal generalista amb una programació basada en l'entreteniment i la informació. Tot i que la programació pròpia del canal era en català, una part important de la ficció s'emetia en castellà.
- RAC 105 TV (data de la primera emissió: 9 de febrer del 2008): Un canal temàtic musical. En un principi aquest canal s'havia d'anomenar Black, però a causa d'un acord amb el Grup Flaix es preveia que en aquest canal s'emetés Flaix TV. Incomplint l'acord, es posà en marxa 105 TV, que el 25 de gener del 2010 va canviar el nom pel de RAC 105 TV.[10][11][12] L'1 de juny de 2020, el canal va cessar les seves emissions definitivament per donar pas al nou canal Fibracat TV.

- Barça TV (13 de desembre del 2008):[13] Un canal temàtic esportiu dedicat al Futbol Club Barcelona. El 13 de novembre de 2008, EDC i el FCB van arribar a un acord per emetre Barça TV en aquest canal.[14][15][16][17][18]

- BOM Cine (16 de març de 2020):[19] Un canal temàtic de cinema - amb programació ininterrompuda de pel·lícules d'estrena americanes i europees. Aquest canal es pot sintonitzar a diferents comunitats autonòmiques de l'estat espanyol (Andalusia, País Valencià, Múrcia i Madrid). A Catalunya, el canal és gestionat directament per Emissions Digitals de Catalunya (EDC). El 23 de novembre del 2021, el canal va cessar les seves emissions definitivament per donar pas al nou canal Verdi Classics.

- Fibracat TV (1 de juny de 2020): Va ser un canal temàtic de televisió privat amb seu a Manresa. La seva programació estava centrada en la dona i la tecnologia. La cadena emetia en alta definició en resolució 1080p, a través de la televisió digital terrestre i també per streaming a internet i a la plataforma Fibracat Plus. Les emissions en proves van iniciar-se l'1 de juny de 2020, començant les regulars el 15 de juny del mateix any.[20][21] El canal va tancar el 31 de desembre de 2022.

- Verdi Classics (23 de novembre de 2021): Va ser un canal temàtic de cinema amb pel·lícules d'estrena americanes i europees. El canal es creà després d'un acord entre Emissions Digitals de Catalunya (EDICA) i els Cinemes Verdi.

## Cobertura
Inicialment la proposta tecnològica presentada per EDC preveia un desplegament de la xarxa que complia, i fins i tot millorava, els mínims exigits en el plec de clàusules de la Generalitat de Catalunya.
Per a febrer de 2005 la concessió preveia donar servei al 66,8% de la població, augmentant a un 85% a l'agost de 2006 i arribant a un 98,78% l'agost de 2010. La proposta garantia, així mateix, el menor impacte mediambiental atès que es fonamenta en un cent per cent en la utilització dels emplaçaments existents per a la transmissió i difusió de la televisió digital. A final de 2007, però, EDC no va assolir la cobertura prevista, ja que només emetia des de quatre centres emissors: Collserola (sense cobertura a gran part del Vallès Occidental i del nord del Baix Llobregat), Rocacorba, Alpicat i La Mussara.
Tot i això, a partir d'aquesta data es va presentar un ambiciós pla d'expansió de cobertura. Coincidint amb Sant Jordi del 2008, es va augmentar la potència i es va començar a emetre cap al Vallès Occidental. Des del juny de 2009, les emissions en TDT es podien sintonitzar al 95% del territori català i andorrà. Des del desembre de 2009, 8tv també es podia veure a les plataformes televisives de pagament ONO i Imagenio.

## Freqüències
- 33 UHF: Àmbit metropolità de Barcelona i Catalunya Central (excepte Solsonès)
- 36 UHF: Terres de Ponent, Comarques Gironines, Cerdanya, Camp de Tarragona i Terres de l'Ebre
- 40 UHF: Alt Pirineu, Aran i Solsonès

## Crítiques
Les crítiques a EDC han sigut diverses, però totes han coincidit a destacar l'incompliment reiterat de les clàusules i les prescripcions tècniques que el Govern de la Generalitat de Catalunya va aprovar en la sessió de 13 de maig de 2003.
Un dels incompliments més notables i que ha rebut més crítiques és el que fa referència al foment de la llengua i la cultura catalana. I és que EDC es comprometia, en la proposta presentada, a emetre el 100% de la producció pròpia en català i a l'emissió de cançons interpretades en llengua catalana en un percentatge de com a mínim el 25%.
També ha sigut tema de conflicte: l'endarreriment en l'ampliació de la cobertura digital, la infrautilització del múltiplex, l'incompliment de la proposta de continguts i programació, la substitució de Flaix TV per 105 TV, la falta de dinamització de la producció audiovisual catalana, entre d'altres. Aquests incompliments van portat algunes organitzacions i persones a demanar la retirada de la concessió al Grupo Godó.
També van rebre crítiques per incomplir compromís d'emetre 4 canals de televisió quan sol estava emetent-ne 2.

## Directors
- 2001-2006: Albert Rubio, conseller delegat.
- 2006-2007: Lluís Oliva, conseller delegat.
- 2007-2014: Albert Rubio, conseller delegat i director general.
- 2014-2016: Òscar Nogueira, director.
- 2016-2018: Eulàlia Carbonell, directora gerent.
- 2018: Ramon Rovira, director.